# فرانك ستيوارت (لاعب كرة قاعدة)
فرانك ستيوارت (بالإنجليزية: Frank Stewart)‏ هو لاعب كرة قاعدة أمريكي، ولد في 8 سبتمبر 1906 في منيابولس في الولايات المتحدة، وتوفي في 30 أبريل 2001 في ستيلووتر في الولايات المتحدة.

## وصلات خارجية
- فرانك ستيوارت على موقعبيزبول رفرنس.كوم (الدوري الرئيسي) (الإنجليزية)
- فرانك ستيوارت على موقعبيزبول رفرنس.كوم (الدوري الثانوي) (الإنجليزية)